# Benjamin Loeb (Dirigent)
Benjamin Loeb (* 1966 in Texas) ist ein US-amerikanischer Dirigent und Pianist. Der Bruder der Sängerinnen Lisa und Debbie Loeb studierte bis 1989 Musik an der Harvard University. Er setzte seine Ausbildung am Curtis Institute of Music (Klavierbegleitung) fort (1992), erlangte den Doktorgrad an der Juilliard School of Music (1998) und studierte bis 2002 Dirigieren bei Gustav Meier am Peabody Institute der Johns Hopkins University.
Er gründete das El Paso Symphony Youth Orchestra und ist Gründer und künstlerischer Leiter des International Conducting Workshop and Festival, das Seminare für angehende Dirigenten und den USA, Mexiko und Europa veranstaltet. 2011 war er musikalischer Direktor des New Hampshire Music Festival. Im gleichen Jahr wurde er als Nachfolger von Jena Maric Leiter der Greater Bridgeport Symphony. Im Januar 2013 wurde er Executiv Direktor der „Quad City Symphony Orchestra“.
Mehrfach trat Loeb als Gastdirigent in China auf und gab dort Meisterklassen. Am Peabody Conservatory leitete er die Uraufführung von John Traills In Memory nach Motiven von Anton Bruckner. Für Yo-Yo Mas Silk Road Project arrangierte er Madrigale des 16. Jahrhunderts. Mit seiner Schwester Lisa Loeb tourte er und begleitete ihre Rocksongs mit einem Orchester. Als Klaviersolist trat er unter Leitung der Dirigenten Alan Gilbert, JoAnn Falletta und Carl St. Clair auf, zudem ist er auch als Klavierbegleiter aktiv. Er spielte Plattenaufnahmen mit den Geigern Joseph Lin, Takako Nishizaki, Livia Sohn und Judy Kang und der Sängerin Allison Charney ein und veröffentlichte eine CD mit Ragtimes von Scott Joplin. Mit der Sopranistin Katrina Swift nahm er 2010 Kinder- und Weihnachtslieder auf.

## Weblink
- Homepage von Benjamin Loeb

## Quelle
- ctpost - Texan Ben Loeb set to lead GBS' drive into new decade
- qctimes - Q-C Symphony appoints new executive director

| Personendaten    | Personendaten                          |
| ---------------- | -------------------------------------- |
| NAME             | Loeb, Benjamin                         |
| KURZBESCHREIBUNG | US-amerikanischer Dirigent und Pianist |
| GEBURTSDATUM     | 1966                                   |
| GEBURTSORT       | Texas                                  |